# Aurel (Vaucluse)
Aurel – miejscowość i gmina we Francji, w regionie Prowansja-Alpy-Lazurowe Wybrzeże, w departamencie Vaucluse.
Według danych na rok 1990 gminę zamieszkiwało 128 osób, a gęstość zaludnienia wynosiła 4 osoby/km² (wśród 963 gmin regionu Prowansja-Alpy-W. Lazurowe Aurel plasuje się na 669. miejscu pod względem liczby ludności, natomiast pod względem powierzchni na miejscu 310.).